# Collegio uninominale Piemonte - 02 (2020)
Il collegio elettorale uninominale Piemonte - 02 è un collegio elettorale uninominale della Repubblica Italiana per l'elezione del Senato della Repubblica.

## Territorio
Come previsto dalla legge n. 51 del 27 maggio 2019, il collegio è stato definito tramite decreto legislativo all'interno della circoscrizione Piemonte.
È formato dal territorio di 181 comuni della città metropolitana di Torino: Agliè, Ala di Stura, Almese, Alpette, Alpignano, Avigliana, Bairo, Balangero, Baldissero Canavese, Balme, Barbania, Bardonecchia, Beinasco, Borgaro Torinese, Borgiallo, Borgone Susa, Bosconero, Brandizzo, Brozolo, Bruino, Brusasco, Bruzolo, Busano, Bussoleno, Buttigliera Alta, Cafasse, Candiolo, Canischio, Cantoira, Caprie, Casalborgone, Caselette, Caselle Torinese, Castagneto Po, Castagnole Piemonte, Castellamonte, Castelnuovo Nigra, Castiglione Torinese, Cavagnolo, Ceres, Ceresole Reale, Cesana Torinese, Chialamberto, Chianocco, Chiesanuova, Chiomonte, Chiusa di San Michele, Chivasso, Ciconio, Cintano, Cinzano, Ciriè, Claviere, Coassolo Torinese, Coazze, Collegno, Colleretto Castelnuovo, Condove, Corio, Cuceglio, Cuorgnè, Druento, Exilles, Favria, Feletto, Fiano, Foglizzo, Forno Canavese, Frassinetto, Front, Gassino Torinese, Germagnano, Giaglione, Giaveno, Givoletto, Gravere, Groscavallo, Grosso, Grugliasco, Ingria, La Cassa, La Loggia, Lanzo Torinese, Lauriano, Leinì, Lemie, Levone, Locana, Lombardore, Lusigliè, Mappano, Mathi, Mattie, Meana di Susa, Mezzenile, Mompantero, Monastero di Lanzo, Moncalieri, Moncenisio, Montanaro, Monteu da Po, Nichelino, Noasca, Nole, None, Novalesa, Oglianico, Orbassano, Oulx, Ozegna, Pertusio, Pessinetto, Pianezza, Piobesi Torinese, Piossasco, Pont-Canavese, Prascorsano, Pratiglione, Reano, Ribordone, Rivalba, Rivalta di Torino, Rivara, Rivarolo Canavese, Rivarossa, Rivoli, Robassomero, Rocca Canavese, Ronco Canavese, Rosta, Rubiana, Salassa, Salbertrand, San Benigno Canavese, San Carlo Canavese, San Colombano Belmonte, San Didero, San Francesco al Campo, San Gillio, San Giorgio Canavese, San Giorio di Susa, San Giusto Canavese, San Maurizio Canavese, San Mauro Torinese, San Ponso, San Raffaele Cimena, San Sebastiano da Po, Sangano, Sant'Ambrogio di Torino, Sant'Antonino di Susa, Sauze di Cesana, Sauze d'Oulx, Sciolze, Sestriere, Settimo Torinese, Sparone, Susa, Torre Canavese, Trana, Traves, Usseglio, Vaie, Val della Torre, Valgioie, Vallo Torinese, Valperga, Valprato Soana, Varisella, Vauda Canavese, Venaria Reale, Venaus, Verolengo, Vidracco, Villanova Canavese, Villar Dora, Villar Focchiardo, Villarbasse, Vinovo, Viù, Volpiano e Volvera.
Il collegio è parte del collegio plurinominale Piemonte - 01.

## Eletti
| Elezione | Elezione | Deputato       | Partito           |
| -------- | -------- | -------------- | ----------------- |
|          | 2022     | Paola Ambrogio | Fratelli d'Italia |

## Dati elettorali

### XIX legislatura
Come previsto dalla legge elettorale, 74 senatori sono eletti con sistema a maggioranza relativa in altrettanti collegi uninominali a turno unico.
| Candidati                                 | Candidati                 | Voti    | %     | Liste                                 | Voti    | %     |
| ----------------------------------------- | ------------------------- | ------- | ----- | ------------------------------------- | ------- | ----- |
|                                           | Paola Ambrogio ✔️ Eletto  | 214 774 | 43,07 | Fratelli d'Italia                     | 125 415 | 25,15 |
| Lega per Salvini Premier                  | Paola Ambrogio ✔️ Eletto  | 214 774 | 43,07 | 49 794                                | 9,99    |       |
| Forza Italia                              | Paola Ambrogio ✔️ Eletto  | 214 774 | 43,07 | 36 928                                | 7,41    |       |
| Noi moderati/Lupi - Toti - Brugnaro - UDC | Paola Ambrogio ✔️ Eletto  | 214 774 | 43,07 | 2 637                                 | 0,53    |       |
|                                           | Elena Apollonio           | 142 823 | 28,64 | Partito Democratico-IDP               | 100 100 | 20,08 |
| +Europa                                   | Elena Apollonio           | 142 823 | 28,64 | 20 477                                | 4,11    |       |
| Alleanza Verdi e Sinistra                 | Elena Apollonio           | 142 823 | 28,64 | 19 487                                | 3,91    |       |
| Impegno Civico - Centro Democratico       | Elena Apollonio           | 142 823 | 28,64 | 2 759                                 | 0,55    |       |
|                                           | Elisa Pirro               | 67 637  | 13,56 | Movimento 5 Stelle                    | 67 637  | 13,56 |
|                                           | Michel Bouquet            | 38 200  | 7,66  | Azione - Italia Viva - Calenda        | 38 200  | 7,66  |
|                                           | Manuela Latino            | 13 236  | 2,65  | Italexit                              | 13 236  | 2,65  |
|                                           | Daniela Alfonzi           | 7 454   | 1,49  | Unione Popolare                       | 7 454   | 1,49  |
|                                           | Carlo Del Vecchio         | 7 428   | 1,49  | Italia Sovrana e Popolare             | 7 428   | 1,49  |
|                                           | Angela Fra                | 5 149   | 1,03  | Vita                                  | 5 149   | 1,03  |
|                                           | Marilena Fornelli Bardina | 1 370   | 0,27  | Alternativa per l'Italia (PdF - Exit) | 1 370   | 0,27  |
|                                           | Mauro Cassi               | 546     | 0,11  | Noi di Centro – Europeisti            | 546     | 0,11  |
| Totale                                    | Totale                    | 498 617 | 100   |                                       | 498 617 | 100   |
|                                           |                           |         |       |                                       |         |       |
| Voti non validi                           | Voti non validi           | 24 468  | 4,68  |                                       |         |       |
| Votanti                                   | Votanti                   | 523 085 | 66,80 |                                       |         |       |
| Elettori                                  | Elettori                  | 783 052 |       |                                       |         |       |